# الاعتراف القانوني بالعلاقات المثلية في سان مارينو
سمحت سان مارينو بالاتحادات المدنية (بالإيطالية: unione civile)‏ منذ 5 كانون الأول/ديسمبر 2018. ودخل قانون السماح بالاتحادات المدنية حيز التنفيذ بشكل كامل في 11 فبراير 2019، بعد إجراء عدد من التغييرات القانونية والإدارية.

## حقوق المساكنة
في 17 يونيو 2012، وافق البرلمان على مشروع قانون يسمح للشركاء الأجانب في العلاقات المثلية مع مواطني سان مارينو بالبقاء في البلاد. لكن مشروع القانون لا أي حقوق لهؤلاء الشركاء (بصرف النظر عن الهجرة) ولكن بالرغم من ذلك تم الإشادة بها كخطوة تاريخية إلى الأمام. وقالت ميشيل باتسيني، سكرتيرة جمعية سان مارينو للدفاع عن حقوق المثليين: «هذه خطوة صغيرة نحو الاعتراف الكامل بالأزواج والشركاء المثليين». تم تمرير مشروع القانون في تصويت 33 صوتا لصالح مقابل 20 صوتا ضد (33-20).

## الاتحادات المدنية
فاز حزب الاتحاد اليساري في انتخابات 20 نوفمبر 2016 وتعهد بتشريع الاتحادات المدنية. وكرر الحزب الحاكم تأكيد تعهده بتشريعها وخاصة للشركاء المثليبن في مؤتمر الحزب في 17 و 18 نوفمبر 2017
في آذار/مارس 2016، أعلنت ثلاثة أحزاب سياسية عن اقتراحاتها الخاصة بوضع قانون جديد للشراكة محايد بين الجنسين من شأنه توسيع نطاق حقوق جميع الشركاء المتساكنين غير المتزوجين. استبعد حزب الائتلاف الرئيسي (حزب الخير المشترك سان مارينو) حقوق التبني للشركاء المثليين في حين شملهم حزب معارض في مسودتهم. وقال شريك تحالف يسار الوسط إنه منفتح على تبني المثليين للأطفال، وقد يضع تبني أحد الشريكين للطفل البيولوجي للشريك الآخر في مقترح رابع.
في كانون الأول/ديسمبر 2017، بعد فوزه في انتخابات نوفمبر 2016، التزم تحالف يسار الوسط (الذي يتألف من حزب اليسار المتحد، وحزب جمهورية المستقبل، وحزب 10 المدني) بالموافقة على مشروع قانون الاتحاد المدني. تم تقديم مبادرة شعبية لتشريع الاتحادات المدنية إلى البرلمان في 18 ديسمبر 2017، وتمت القراءة الأولى لها في 7 مارس 2018. بموجب القانون المقترح، سيحصل الشركاء المثليون والشركاء المغايرون على الفوائد الصحية وحقوق المعاشات التقاعدية وسيكون لهم نفس حقوق الإقامة مثل المتزوجين، من بين العديد من الحقوق والمزايا الأخرى. وقد تمت الإشادة بالمقترح لذهابه أبعد من قانون الاتحاد المدني الإيطالي، الذي تمت الموافقة عليه في عام 2016، لأنه سيسمح بتبني أحد الشريكين للطفل البيولوجي للشريك الآخر. بالإضافة إلى ذلك، سيتم الاعتراف قانونيا بالأطفال الذين يولدون خلال الاتحاد المدني كأبناء لكلا الشريكين أو الشريكتين، كما سيتم الاعتراف بالأطفال المولودين في الخارج.
تم إجراء استشارة عامة في 6 أبريل 2018. أشارت الحكومة إلى أنها ستسعى إلى تمرير المبادرة في أقرب وقت ممكن. في 27 سبتمبر 2018، وافقت لجنة الشؤون الدستورية بالمجلس على مشروع القانون بأغلبية 12 صوتا لصالحه مقابل صوتين ضده (12-2) مع بعض التعديلات: في حين تسمح الآن للاحتفالات العامة، منحت اللجنة للاتحادات المدنية مجموعة محدودة فقط من الحقوق المتعلقة بالزواج (الإقامة، والمواطنة، وحقوق التقاعد، والرعاية الصحية، وحقوق الميراث، وحقوق تبني أحد الشريكين للطفل البيولوجي للشريك الآخر).
في 15 نوفمبر 2018، وافق المجلس الأعلى على مشروع القانون في القراءة الثانية والأخيرة بأغلبية 40 صوتا لصالحه مقابل 4 أصوات ضده مع امتناع 4 أعضاء عن التصويت (40-4-4). تم نشر القانون في الجريدة الرسمية في 20 نوفمبر 2018 ودخل حيز التنفيذ في 5 ديسمبر 2018. ولكن لم يتم تنفيذه بالكامل بعد، مع تصريح مديرة الحالة المدنية لوريلا ستيفانيلي بأن فبراير 2019 موعد محتمل لبدء العمل بالقانون، في انتظار صدور قرار مفوض بإضافة الأساس القانوني اللازم وسلسلة من التعديلات الإدارية. في فبراير 2019، صرح غيرينو زانوتي، وهو أحد الحاكمين السابقين لسان مارينو، والعضو في المجلس الكبير والعام، ووزير الدولة للشؤون الداخلية بأن المرسوم المفوض سيعتمد من قبل كونغرس الدولة في غضون أيام قليلة، مما يسمح للحالة المدنية بتطبيق الاتحادات المدنية الجديدة. تم التصديق على المرسوم في 11 فبراير 2019. تم عقد أول اتحاد مدني في 25 فبراير بين إيمانويل ليوزي وماركو سيرفيليني، اللذين قدما طلبًا لذلك في 12 فبراير.

## زواج المثليين
في نيسان/أبريل 2014 ، قدم رجل مثلي من سان مارينو متزوج في لندن التماسًا لبدء مناقشة حول الاعتراف بزواج المثليين المنعقد في الخارج، في سان مارينو. في 19 سبتمبر 2014، ناقش البرلمان ورفض التغييرات المقترحة في تصويت 35 صوتا لصالحه مقابل 15 صوتا ضده (35-15). في 8 أبريل 2015، حاول الرجل تسجيل زواجه في البلاد. 
في ديسمبر 2017، وافق البرلمان في تصويت 25 صوتًا لصالح مقابل 20 صوتا ضد، والذي سيسمح للأزواج المثليين الأجانب بالاحتفال وعقد زواج المثليين في سان مارينو. سيظل الشركاء المثليون من مواطني سان مارينو ممنوعين من الزواج؛ وذلك بهدف تشجيع السياحة. على الحكومة الآن مهمة صياغة التشريعات لتطببق التعديل.

## الرأي العام
وجد استطلاع عام 2016 من قبل جريدة «لاتريبينا سانمارينيز» أن 78% من الناخبين في سان مارينو كانوا يؤيدون الاتحادات المدنية المثلية.